# Ljoedmyla Rogozjyna
Ljoedmyla Nykolajevna Moeravjeva (Oekraïens: Людмила Николаевна Муравьева, Russisch: Людмила Николаевна Муравьева; meisjesnaam: Рогожина; Rogozjyna) (Dnjepropetrovsk, 27 mei 1959) was een Oekraïense basketbalspeelster die uitkwam voor het nationale team van de Sovjet-Unie. Ze heeft verschillende onderscheidingen ontvangen, waaronder de Meester in de sport van de Sovjet-Unie in 1980, Medaille voor Voortreffelijke Prestaties tijdens de Arbeid en het Ereteken van de Sovjet-Unie in 1985.

## Carrière
Moeravjeva begon haar carrière in 1975 bij Stal Dnjepropetrovsk. In 1977 ging ze spelen voor Elektrosila Leningrad. Met die club werd ze landskampioen van de Sovjet-Unie in 1990. In 1991 verhuisde ze naar Brisaspor Izmir in Turkije. In 1992 stopte ze met basketbal.
Met de Sovjet-Unie speelde Moeravjeva op de Olympische Zomerspelen in 1980. Ze won Goud. Ook speelde ze op het Wereldkampioenschap. Ze won goud in 1983 en zilver in 1986. Op het Europees Kampioenschap van 1980, 1981 en 1983 won ze goud. Ook won Rogozjina zilver op de Goodwill Games in 1986. In 1984 won ze goud op de Vriendschapsspelen, een toernooi dat werd gehouden voor landen die de Olympische Spelen van 1984 boycotte.

## Erelijst
- Landskampioen Sovjet-Unie: 1
  - Winnaar: 1990
  - Tweede: 1987
  - Derde: 1988
- Olympische Spelen: 1
  - Goud: 1980
- Wereldkampioenschap: 1
  - Goud: 1983
  - Zilver: 1986
- Europees Kampioenschap: 3
  - Goud: 1980, 1981, 1983
- Goodwill Games:
  - Zilver: 1986
- Vriendschapsspelen: 1
  - Goud: 1984